# Gustav Poel
Pour les articles homonymes, voir Poel (homonymie).
Gustav Poel (2 août 1917–16 janvier 2009) est un officier de marine allemand. Il sert dans la Kriegsmarine comme commandant d'U-Boot pendant la Seconde Guerre mondiale.
Il commence sa carrière en avril 1936. En juin 1941, il devient instructeur à la 25. Unterseebootsflottille. Le 3 juin 1942, il prend le commandement de l'U-413, avec lequel il effectue cinq patrouilles. Il coule au total cinq navires, dont le destroyer britannique HMS Warwick (D25) le 20 février 1944.